# Julien Fouchard
Julien Fouchard (Coutances, 20 de junio de 1986) es un ciclista francés.

## Biografía
En 2008, todavía como junior, ganó la Chrono des Nations-Les Herbiers junior, en el mismo año también, quedó tercero en la París-Tours de la categoría.
A finales de 2009 fichó por el equipo profesional del Cofidis; ese año ganó el Tour de Bretaña, además de una etapa (aún como amateur). 
En 2010 continuó con el equipo Cofidis. En mayo corrió el Giro de Italia. Su mejor actuación en dicha prueba y en su carrera deportiva se produjo en la quinta etapa, con final en Novi Ligure, cuando se escapó junto con Jérôme Pineau, Paul Voss y Yukiya Arashiro, llegando a meta en segunda posición, solamente superado por Pineau.

## Palmarés
2008
- Chrono des Nations sub-23

2009
- Tour de Bretaña, más 1 etapa

## Resultados en Grandes Vueltas
| Carrera | Carrera         | 2010  | 2011  | 2012  | 2013 | 2014 |
| ------- | --------------- | ----- | ----- | ----- | ---- | ---- |
|         | Giro de Italia  | 119.º | —     | —     | —    | —    |
|         | Tour de Francia | —     | —     | 149.º | —    | —    |
|         | Vuelta a España | —     | 137.º | —     | —    | —    |

—: no participa
Ab.:abandono

## Equipos
- Cofidis (2009[2] -2014)
  - Cofidis, le Crédit en Ligne (2009-2012)
  - Cofidis, Solutions Crédits (2013-2014)